# Julie Danaux
Julie Danaux est une plongeuse française née le 4 septembre 1975 à Paris.

## Biographie
Aux Jeux olympiques d'été de 1996 à Atlanta, elle termine 29e du plongeon sur tremplin à 3 mètres. Elle est médaillée d'argent du plongeon à 10 mètres à l'Universiade d'été de 1997.
Elle est médaillée d'argent au plongeon synchronisé de haut-vol à 10 mètres aux Championnats d'Europe de natation 1997 et médaillée de bronze de la même épreuve aux Championnats d'Europe de natation 1999 avec Odile Arboles-Souchon. Le duo est également médaillé d'argent de la Coupe du monde de plongeon en 2000.
Aux Jeux olympiques d'été de 2000 à Sydney, elle termine 36e du plongeon en plateforme à 10 mètres et septième en plongeon synchronisé à 10 mètres  avec Odile Arboles-Souchon.